# عشقی‌ها
عشقی‌ها فیلمی به کارگردانی و نویسندگی جمشید شیبانی محصول سال ۱۳۵۰ است.

## خلاصه داستان
جمشید آریا و میری در یک قرعه کشی برنده یک ماشین می‌شوند دو جوان از شیراز راهی تهران می‌شوند میری آرزو دارد «ثریا بهشتی» را از نزدیک ببیند. آن دو در جاده با دختری برخورد می‌کنند که مدتی در انگلستان به سر می‌برده و حالا در سلک هیپی‌ها درآمده‌است. آن دو با دختر به تهران می‌رسند. پدر دختر برای قدردانی از آن دو جوان ترتیبی فراهم می‌کند که به آرزوهایشان جامهٔ عمل بپوشد و بالاخره میری ثریا بهشتی را می‌بیند و دیگری نیز با دختر مورد علاقه اش ازدواج می‌کند.

## بازیگران
- لی‌لی
- علی میری
- جمشید آریا
- صمد شیرازی
- محسن آراسته
- رضا عبدی
- نصرت‌الله وحدت